# Svjetionik s kapelicom Iljak u Podgori
Svjetionik s kapelicom Iljak u Podgori, predstavlja zaštićeno kulturno dobro.

## Opis
Datira iz 19. stoljeća. Svjetionik s kapelicom Iljak smješten je zapadno od novosagrađenog lukobrana u podgorskoj luci, na djelu podgorske uvale koja se naziva Kraj. Današnja lokacija svjetionika nastala je zasipanjem obale tijekom 1992-93. godine, a početkom ovog stoljeća uređeni su lukobrani i mul na kojem se Iljak danas nalazi. Svjetionik i kapelica izvorno su bili sagrađeni na moru, a prema povijesnim podacima drvenim mostom bio je povezan s obalom. Nasipanjem obale i izmještanjem kolne cete bilo je nužno preseliti građevinu na primjereniju lokaciju.

## Zaštita
Pod oznakom Z-5748 zaveden je pod vrstom "nepokretna kulturna baština - pojedinačna", pravna statusa zaštićena kulturnog dobra, klasificirano kao "javne građevine".